# Cine Colón
El Cine Colón era un edifici situat al carrer de l'Arc del Teatre, 58 del Raval de Barcelona, del qual només es conserva la façana noucentista.

## Història
Obra de l'arquitecte Josep Plantada i Artigas, fou construït el 1923 per iniciativa dels empresaris Francesc Pons i Boronat i Josep Patau i Aris, i inaugurat el 24 de desembre del mateix any, amb un programa compost per La dama de Monsereau, Misterio de los cuatro días, El más bravo de la aldea, i Pamplinas, hombre de negocios. Tenia una capacitat de 1.150 espectadors i fou batejat per la premsa de l'època com «uno de los mejores locales de España».
Al cap d'un parell de temporades en solitari, va començar a alternar la programació amb la de l'Splendid a partir d'octubre de 1925. Independitzat novament cap al 1928, va continuar així fins l'arribada del cinema sonor. El primer film «sincronitzat» fou El precio de un beso, protagonitzat per José Mojica, projectat el 18 de desembre de 1930, amb un programa completat amb altres pel·lícules mudes. El 1932, l'empresari Joan Martí, que també ho era dels cinemes Iris Park i Talía, va substituir l'equip de projecció Fedes per un altre de més avançat, anunciat a la cartellera com «Local dotado de nuevos aparatos sonoros». Va començar la Guerra Civil amb la projecció de La danza de los vicios, El capitán, Una tragedia humana i La mujer acusada, quatre pel·lícules a la mateixa sessió (una modalitat introduïda al març de 1936). Tanmateix, el Colón es va quedar sense material de projecció abans d'acabar l'any.
Aquesta sala, contemporània del Coliseum, tenia un caràcter monumental que contrastava amb la realitat de la zona on estava ubicat i la del públic que hi assistia. De fet, era molt freqüent que, per no anar als lavabos situats al darrere de la pantalla, la gent s'orinés a la seva localitat, amb la qual cosa s'originaven veritables rius a la platea i cascades des de l'amfiteatre, i entre les darreres fileres d'aquest i la paret hi havia un espai mort que aprofitaven algunes parelles per practicar-hi sexe. A la postguerra era coneguda popularment com El Potaje, pel ranxo que servien unes senyores a les portes del cinema, i el mercat de burilles de cigarreta que hi havia al davant era considerat com el més gran de tota la ciutat.
El 30 de març de 1941, Josep Single i Solà, que havia comprat l'edifici a Francesc Pons, va arrendar la sala a Francesc Xicota i Cabré, el qual, al seu torn, la va cedir a Lluís M. Aparicio i Riera l'1 de novembre de 1943. Finalment, va tancar definitivament cap al 1946.

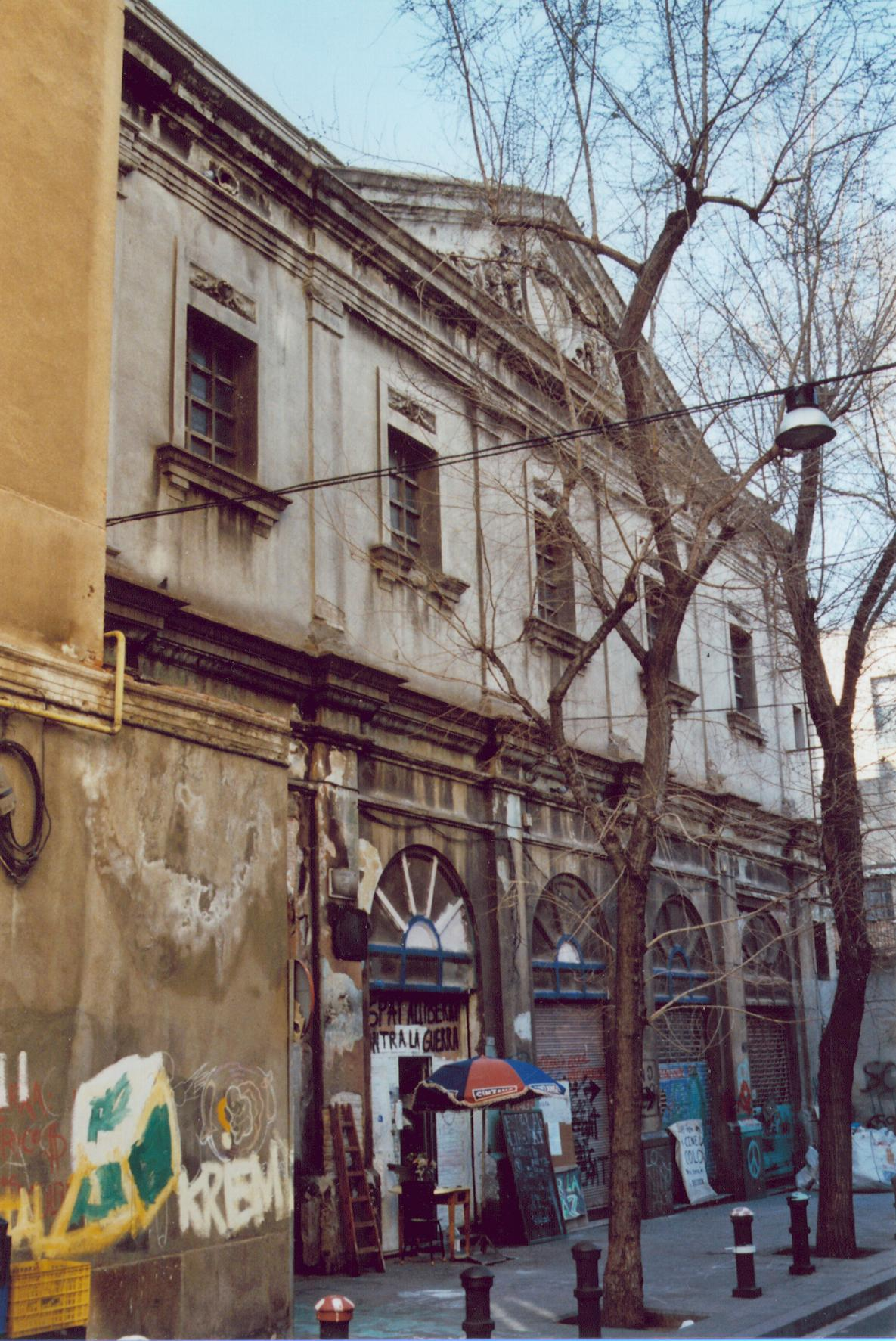
L'edifici abans de la conversió en hotel, quan estava okupat

El 1953 s'hi van inaugurar les Galeries El Cid per la iniciativa de Joan Pons i Mateu i Emili Monzó i Roca. L'encarregat de la reforma fou l'arquitecte Josep Domènech i Mansana, que hi va introduir una claraboia central per a il·luminar l'espai. El 1972, l'obertura del Mercat del Carme just al davant va provocar el declivi de l'activitat de les galeries, i els locals es convertiren en magatzems dels paradistes, fins que l'edifici va quedar en desús. El 2003 va ser ocupat per un col·lectiu de joves contraris a la guerra d'Iraq, i enderrocat poc després, excepte la façana, que serveix de pantalla a un hotel que se'n va construir al costat i al darrere.